# Omolabus mulicus
Omolabus mulicus es una especie de coleóptero de la familia Attelabidae.

## Distribución geográfica
Habita en Argentina.